# Казанская церковь (Котельники)
Храм Казанской иконы Божией Матери — православный храм в городе Котельники Московской области. Относится к Люберецкому благочинию Подольской епархии Русской православной церкви.

## История
Каменная пятиглавая церковь на высоком подклете выстроена в 1675—1680 годах в царском (с 1676 года) селе Котельники. Освящена в 1684 году патриархом Иоакимом в присутствии царей Петра и Ивана Алексеевичей. Храмовая икона — список Казанской иконы Божией Матери — была, согласно преданию, пожертвована в храм матерью Петра I.
В подклете храма изначально был Никольский придел, позже были устроены приделы Панкратьевский (1821) и Феодосия Черниговского (1902). Колокольня выстроена в первой половине XIX века архитектором Алессандро Жилярди.
19 февраля 1926 года в храме архиепископ Иннокентий (Соколов) при сослужении шести епископов и семидесяти девяти священнослужителей совершил заупокойную литургию и отпевание митрополита Макария. Митрополит был похоронен в ограде храма, близ алтаря.
Храм был закрыт в 1938 году, частично сломан. Вновь открыт в 1990 году, в настоящее время полностью отреставрирован.
Современный адрес храма: Московская область, город Котельники, улица Малая Колхозная, дом 62А.

## Престольный праздник
иконы Божией Матери Казанская (4 ноября, 21 июля)

## Духовенство
- Настоятель храма — протоиерей Павел Сударев
- Иерей Андрей Кроликов[3]